# Liam Fraser
Liam Scott Fraser (* 13. Februar 1998 in Toronto, Ontario) ist ein kanadischer Fußballspieler.

## Karriere

### Verein
Von der Toronto FC Academy wechselte er im Sommer 2015 in die zweite Mannschaft des Toronto FC. Hiervon ging er dann zur Spielzeit 2018 in den Kader der MLS-Mannschaft über. In der nächsten Zeit kam er aber auch noch leihweise in der zweiten Mannschaft zum Einsatz. Im Mai 2021 folgte dann noch eine Leihe zum Franchise Columbus Crew, wo er die Saison dann bis zum Ende spielte. Hiernach endete aber auch seine Zeit bei Toronto.
Seit Anfang 2022 steht er in Belgien beim dortigen Klub KMSK Deinze unter Vertrag.

### Nationalmannschaft
Sein Debüt in der kanadischen A-Nationalmannschaft hatte er am 15. Oktober 2019 bei einem 2:0-Sieg über die USA während der CONCACAF Nations League 2019–21. Hier wurde er bereits in der 9. Minute für Mark-Anthony Kaye eingewechselt und holte sich in der 24. Minute auch noch seine erste gelbe Karte ab.
Nach weiteren Freundschaftsspielen kam er ab Juni 2021 dann auch in der Qualifikation für die Weltmeisterschaft 2022 zum Einsatz. Beim Gold Cup 2021 kurz danach schaffte er es auch in den Kader und erreichte mit seinem Team das Halbfinale. Danach folgten noch einige Spiele der Qualifikation für die Weltmeisterschaft, an dessen Ende er sich mit seinem Team für die Endrunde qualifizieren konnte. Hierfür wurde er dann auch im November 2022 in den finalen Kader berufen.